# 马特·斯通
马修·理查德·“馬特”·史東（英語：Matthew Richard "Matt" Stone，1971年5月26日—），美国动画师、编剧家、电视片导演、电视片制片人、配音演员、音乐家以及演员。他与特雷·帕克一起共同创作了广受争议的系列动画片《南方公园》。

## 生平

### 早期生活
史東出生于美国得克萨斯州休斯顿。他的母亲Sheila Lois是一位家庭主妇，父亲Gerald Whitney Stone是一位经济学教授。他们与《南方公园》里的角色Gerald and Sheila Broflovski同名。斯通的母亲是一位犹太人，父亲是爱尔兰后裔，而史東則认为自己是猶太裔。他有一个妹妹名叫Rachel。
史東在科羅拉多州丹佛市长大，后来搬至科罗拉多州的Littleton。他居住在Columbine High School附近，但是并没有在这所学校就读，而是就读于Heritage High School, in Littleton。他从科罗拉多大学获得了数学学位。他是该校第一位同时获得电影与数学双学位的学生。
史東目前居住在美国加利福尼亚州的威尼斯。

### 职业
喜剧中心频道于1997年开始播出由史東与他的大学朋友特雷·帕克共同创作的动画片《南方公园》，现在已经播到了第25季。据说史東是这部动画片中的动画人物凯尔·布拉夫斯其（Kyle Broflovski）的原型。
史東与帕克一起也是DVDA乐队的成员。他在乐队中演奏贝斯与鼓。DVDA乐队的歌曲在《南方公园》中出现过。

## 作品目录

### 与特雷·帕克合作
- 《Cannibal! The Musical》（1994）：演员、编剧、制作人
- 《聖誕精神》（The Spirit of Christmas） (Jesus vs. Santa, 1995; Jesus vs. Frosty, 1992)
- 《Your Studio and You》（1996）
- 《Orgazmo》（1997）： 演员、编剧、制作人
- 《南方公园》（系列电视片 1997-至今）：共同创作者、配音、编剧、导演、插曲作者、执行制作人
- 《BASEketball》（1998）：演员
- 《南方公园剧场版》（1999）：配音、共同编剧、制作人
- "Even If You Don't" by Ween (music video, 2000): 导演
- 《That's My Bush!》（系列电视片，2001）：共同创作者、编剧、执行制片人
- 《公主》（2004）：共同编剧、制作人
- 《美国战队：世界警察》（2004）：共同编剧、配音、制作人
- 《摩门经》（音乐剧，2011）：编剧、作词、作曲
- 《南方公园：新冠之后》 (2021) ：配音、共同编剧、制片人
- 《未命名的特雷·帕克电影》（2026）：制片

### 其它
- （2003）: 被采访者
- 《Electric Apricot: Quest for Festeroo》（2007）：Tom "the taper"
- 《This Film Is Not Yet Rated》（2006）：被采访者

### 《南方公园》配音
- 凱子及其父亲，Gerald
- Kenny McCormick(阿尼)及其父亲，Stuart
- Jimbo Kern
- 耶稣
- 萨达姆·侯赛因
- Big Gay Al（名媛AI)
- Butters(大頭)
- Pip
- Terrance
- Craig（克雷格、小凡）
- Tweek(槌哥）
- Jimmy的父亲（Richard Vulmer）
- Father Maxi
- Skeeter
- Mr. Adler the shop teacher
- Osama Bin Laden
- 多个其他角色